# Roestlijnbladroller
De roestlijnbladroller (Phiaris micana) (synoniem Olethreutes olivana) is een vlinder uit de familie Tortricidae, de bladrollers. De spanwijdte van de vlinder bedraagt tussen de 13 en 18 millimeter.

## Waardplanten
De roestlijnbladroller heeft mossen en kruidachtige planten als waardplanten.

## Voorkomen in Nederland en België
De roestlijnbladroller is in Nederland en in België een schaarse soort, die verspreid over het hele gebied kan worden gezien. De soort vliegt van mei tot juli.